# Eschata aida
Eschata aida är en fjärilsart som beskrevs av Stanislas Bleszynski 1970. Eschata aida ingår i släktet Eschata och familjen Crambidae. Inga underarter finns listade i Catalogue of Life.